# Municipio de San Jerónimo Zacualpan
El municipio de San Jerónimo Zacualpan es uno de los 60 municipios que conforman el estado de Tlaxcala en los Estados Unidos Mexicanos. Su cabecera es la localidad de San Jerónimo Zacualpan. El municipio fue de los últimos en fundarse en el estado de Tlaxcala a partir del decreto del 27 de septiembre de 1995 del Congreso del Estado separándose del municipio de Tetlatlahuca. Es parte de la Zona Metropolitana de Puebla-Tlaxcala.

## Ubicación
El municipio se encuentra ubicado al sur del estado de Tlaxcala teniendo los siguientes límites municipales: al norte colinda con el municipio de Tlaxcala; al sur y al este  con el municipio de San Juan Huatzinco, al noreste con el municipio de Tepeyanco; al oeste y suroeste con el municipio de Tetlatlahuca.